# Биомолекулярная электроника
Биомолекулярная электроника (Нанобиоэлектроника) — раздел электроники и нанотехнологий, в которых используются биоматериалы и принципы переработки информации биологическими объектами в вычислительной технике для создания электронных устройств. В 1974 году А. Авирам и М. Ратнер предложили использовать отдельные молекулы в качестве элементарной базы электронных устройств. Затем М. Конрад предложил концепцию ферментативного нейрона, основанную на непрерывных распределенных средах, обрабатывающих информацию. Эти идеи дали начало квазибиологической парадигме, которая, базируясь на идеях нейронных сетей Мак Каллоха и Питтса, позволила практически реализовать молекулярные нейросетевые устройства, например, на основе белка бактериородопсина.

## Достижения
ДНК, РНК, белки и другие биомолекулы в природе участвуют в переносе заряда и имеют нанометровый размер. Молекула ДНК обладает важными для создания электронных устройств свойствами: самовоспроизводимостью, возможностью копирования и самосборки. Биологические молекулы могут обладать диэлектрическими, металлическими, полупроводниковыми и даже сверхпроводящими свойствами. На их основе могут быть созданы: нанотранзисторы, нанодиоды, логические элементы, наномоторы, нанобиочипы и другие приборы нанометрового масштаба.
Разработана конструкция электронного нанобиочипа, в основе функционирования которого лежит свойство изменения проводимости одноцепочечного олигонуклеотида при его гибридизации с комплементарным участком. Такой биочип будет в миллион раз производительнее оптических ДНК-биочипов. Как и оптический биочип, электронный биочип может быть использован для диагностики различных заболеваний и одновременного секвенирования сотен тысяч генов, что делает реальным создание генетического паспорта отдельного человека.
Предполагается, что электронные устройства на основе биомолекул будут в тысячу раз производительнее полупроводниковых.
В настоящее время уже разработана технология создания молекулярных нанопроводов на основе ДНК и электронной памяти на основе вируса табачной мозаики.